# 한국항공고등학교
한국항공고등학교(韓國航空高等學校)는 대한민국 강원특별자치도 태백시 장성동에 있는 공립 고등학교이다.

## 학교 연혁
- 1951년 8월 31일 : 태백공업고등학교 6학급 설립인가 (광산과, 토목과, 전기과)
- 1957년 4월 11일 : 계산동에서 현 위치로 이전
- 1976년 3월 1일 : 태백기계공업고등학교로 교명 변경
- 1977년 11월 21일 : 학칙 변경 30학급 인가 (정밀기계과 5, 광산기계과 2, 전기과 2, 금속공업과 1학급)
- 1991년 3월 4일 : 태백기계공업고등학교 부설 직업훈련과정반 신설 (2학급)
- 1995년 6월 23일 : 강원도 공업계고등학교 태백공동실습소 개소
- 1998년 9월 29일 : 학칙 변경, 남 . 여 공학으로 인가
- 2000년 4월 1일 : 직업교육 리콜제 실시(굴착기, 지게차 운전)
- 2019년 7월 8일 : 학과 개편(자동화기계과 1, 특수기계과 2, 전기과 1, 자동차과 1학급)
- 2024년 3월 1일 : 한국항공고등학교로 교명 변경
- 2024년 9월 1일 : 제27대 문명호 교장 부임
- 2025년 1월 10일 : 제72회 졸업식(43명, 총계 18,274명)
- 2025년 3월 4일 : 2025학년도 입학식(항공정비시스템과 48명)

## 설치 학과
- 전기과
- 특수기계과
- 자동화기계과
- 자동차과
- 항공정비시스템과

## 참고 자료
- 한국항공고등학교 - 한국교육학술정보원 학교알리미